# Szent Kereszt és Szent Pál Kórház
A Szent Kereszt és Szent Pál Kórház (katalánul Hospital de la Santa Creu i de Sant Pau, röviden Hospital de Sant Pau) Barcelonában a Calle Sant Antoni María Claret nevű utcában áll, az Ensache (katalánul Eixample) városrészben.  Az épületcsoportot Lluís Domènech i Montaner tervezte 1901-ben a katalán modernizmus stílusában. Az építész korábban már tapasztalatokat szerzett a Pere Mata Intézet (Instituto Pere Mata, Reus) tervének megalkotásával. 
Maga a Szent Kereszt Kórház 1401-ben jött létre korábbi hat kórház egyesülésével. A terv és a színvonalas klinika létrejötte egy bankár, Pau Gil adományának köszönhető, aki 4 millió pesetával járult hozzá az építés költségeihez. 
Az épület csak tervezője halála után, 1930-ban készült el. Domènech i Montaner 1923-ban elhunyt, ezután fia, Pere Domènech i Roura folytatta a megkezdett munkálatokat. 
Az óriási komplexum 100 000 m²–en helyezkedik el. Az eredeti tervekben 48 pavilon felépítése szerepelt, ám csupán 27 készült el. A klinikai komplexum fő épülete és a templom különösen figyelmet érdemlő alkotás. 
A főépület középső része tornyos, tőle jobbra a Könyvtármúzeum (Biblioteca-Museo), míg balra a Titkárság és Archívum (Secretaria-Archivo) foglal helyet.
A főépítész mellett mások is dolgoztak a kórház épületének elkészítésénél, így például Eusebi Arnau és Pau Gargallo nevéhez fűződik a szobrok megalkotása. A festés- és mozaikdíszítés Francesc Labarta műve. A kovácsoltvas munkákat Josep Perpinyà készítette.
Ma is működő klinika, csak kertje, nyitott és reprezentatív célokat szolgáló helyiségei látogathatók.  
Tervezője már 1913-ban kitüntetést kapott a várostól.
1997-ben az UNESCO a kulturális világörökségek sorába emelte. 
2001-ben megkapta a Katalán Kormány által adományozott „Medalla de Oro” (Aranymedál) díjat.